# 157
El año 157 (CLVII) fue un año común comenzado en viernes del calendario juliano, en vigor en aquella fecha.
En el Imperio romano el año fue nombrado el del consulado de Cívica y Aquilio, o menos frecuentemente, como el 910 ab urbe condita, siendo su denominación como 157 a principios de la Edad Media, al establecerse el anno Domini.

## Acontecimientos
- Se produce la Estela 1 de La Mojarra en Mesoamérica.

## Nacimientos
- General de Cao Wei, Xahou Dun.